# Semangus Baru
Semangus Baru is een bestuurslaag in het regentschap Musi Rawas van de provincie Zuid-Sumatra, Indonesië. Semangus Baru telt 2214 inwoners (volkstelling 2010).